# Pleasant Screams
Pleasant Screams è l'ottavo album in studio della band pop punk The Queers, pubblicato nel 2002 dalla Lookout! Records.

## Tracce
1. Get A Life And Live It
2. See Ya Later Fuckface (King/Weasel)
3. I Wanna Be Happy (Ramone/King/Weasel)
4. Danny Vapid
5. I Never Got The Girl
6. It's Cold Outside (The Choir)
7. Psycho Over You (Weasel/Dirty Walter)
8. Generation Of Swine
9. Tic Tic Toc (Metal Mike Saunders)
10. I Don't Want You Hanging Around (Weasel)
11. Homo
12. You Just Gotta Blow My Mind (Donovan)
13. Debbie Be True (Fantastic Baggies)
14. Molly Neuman

## Formazione
- Joe Queer - chitarra, voce
- Dangerous Dave - basso, tastiera, voce
- Matt Drastic - batteria
- Philip Hill - chitarra, voce